# Сем Елиот
Семјуел Пек „Сем” Елиот (рођен 9. августа 1944) је амерички глумац. Захваљујући његовом хитром стасу, дугачким брковима, дубоком и резонантном гласу, успореним западњачким говором често добија улоге у каубојским филмовима (вестерн). Током година своје филмске каријере глумио је и као један од Марвелових ликова, генерал Рос у филму Хулк (2003) и Чувар у филму Гоуст Рајдер (2007).

## Детињство и младост
Сем Елиот је рођен у Сакраменту, Калифорнија. Мајка му је радила као инструкторка физичке културе, а отац у министарству унутрашњих послова. У тинејџерским годинама се преселио са својом породицом из Калифорније у Орегон, где је завршио средњу школу „Дејвид Даглас”. Похађао је колеџ „Кларк” у Ванкуверу, Вашингтон, где је завршио двогодишњи програм и био изабран као представник у Момци и лутке. Локалне новине су предлагале да Елиот треба да буде професионални глумац. Убрзо након тога, Елиот је одлучио да оде у Холивуд да би постао славан. Елиот је члан „Сигма алфа епсилон братства” у Лос Анђелесу. Радио је на градилишту док је студирао глуму у Лос Анђелесу и служио је Националној гарди Калифорније. Елиот је такође кратко живео у Принстону , Западна Вирџинија.

## Каријера
Елиот је започео своју глумачку каријеру са карактерним ликовима. Његова појава, глас и став су били одлични за вестерне. Једна од његових првих улога је била „Играч карата #2” у филму Буч Касиди и Санденс Кид (1969). У периоду од 1970−71, Сем Елиот је глумио „Даг Роберта” у хит серији Немогућа мисија и играо је главну улогу „Сема Дејмона” у филму Једном орао. Он је такође играо „Тома Китинга” у мини серији Аспен 1977. године. Такође је имао и главну улогу као „Рик Карлсон” у летњем хиту Чувар живота (1976). А поред тога је глумио са Патриком Свејзијем у филму Тумбстон као Вирџил Ерп (1993), уз Курт Расела и Вал Килмера. Поред ових играо је и у филмовима Звездана прашина, Златни компас, Велики Лебовски итд.

## Лични живот
Елиот је ожењен 1984. године глумицом Кетрин Рос. Она је такође глумила у филму Буч Касиди и Санденс Кид, где је Елиот имао веома малу улогу, међутим почели су да се забављају тек 1978. када су обоје играли у филму Легат. Имају ћерку Клео Кол Елиот, рођену 1984. која се сада бави музиком у Малибуу.

## Филмографија

### Филм
| Година | Назив                    | Улога                                  |
| ------ | ------------------------ | -------------------------------------- |
| 1969   | Буч Касиди и Санденс Кид | Играч карата #2                        |
| 1970   | Игре                     | Рики Робинсон                          |
| 1972   | Жабе                     | Пикет Смит                             |
| 1975   | Нећу се више борити      | Капетан Вуд                            |
| 1976   | Чувар живота             | Рик Карлсон                            |
| 1978   | Легат                    | Пит Денер                              |
| 1985   | Маска                    | Гар                                    |
| 1986   | Плава светлост           | Хари Винџет                            |
| 1987   | Фатална лепота           | Мајк Маршак                            |
| 1988   | Изнуда                   | Ричи Маркс                             |
| 1989   | Друмска кафана           | Вејд Гарет                             |
| 1993   | Тумстоун                 | Вирџил Ерп                             |
| 1998   | Велики Лебовски          | Странац                                |
| 2003   | Хулк                     | Генерал Тадијус Рос                    |
| 2007   | Гоуст Рајдер             | Чувар / Картер Слејд / Фантомски Јахач |
| 2009   | У ваздуху                | Капетан Мејнард Финч                   |
| 2015   | Добри диносаурус         | Буч (глас)                             |
| 2018   | Звезда је рођена         | Боби Мејн                              |
| 2019   | Маза и Луња              | Трасти (глас)                          |